# Dystrykt Kintampo South
Dystrykt Kintampo South jest dystryktem w regionie Brong Ahafo w Ghanie. Powstał w wyniku podziału byłego dystryktu Kintampo, na mocy dekretu prezydenta Johna Kufuora z dnia 12 listopada 2003
Główne miasta: Amoma, Apesika, Anyima, Nante, Krabonso, Ntankoro, Ampoma, Pramposo.